# 올리버 R. 에이비슨
올리버 R. 에이비슨(영어: Oliver R. Avison, 한국어: 어비신(魚丕信), 1860년 6월 30일 ~ 1956년 8월 29일)은 캐나다의 선교사이자 의사이다. 1893년 6월부터 1935년 11월까지 한국에서 체류하며 활동하였다. 제중원의 제4대 원장, 세브란스 의학전문학교와 연희전문학교 교장을 역임하면서 오늘날 연세대학교의 기틀을 마련하였다.

## 생애

### 선교사 파송
에비슨은 1860년 6월 30일에 영국 요크셔에서 태어나 1866년 캐나다로 이주하였다. 1879년 오타와의 고등사범학교를 졸업하였고, 1884년에는 토론토의 온타리오 약학교를 졸업 후에 모교에서 교수로 활동하였다. 1884년 토론토 대학교 의과대학에 편입하여 1887년 6월에 졸업하였다. 의과대학 재학 중인 1885년 7월 제니 반스와 결혼하였다. 의과대학을 졸업한 후에 강사를 거쳐 교수가 되었으며 토론토 시장의 주치의로도 활약하였다. 1892년 9월 선교 모임에서 만난 호레이스 그랜트 언더우드로부터 해외 선교의 제안을 받자 교수직을 사임하고 1893년 미국 장로회 해외선교부의 의료 선교사가 되었다. 1893년 6월 가족과 함께 캐나다 밴쿠버를 떠나 부산을 거쳐 8월 서울에 도착하였다.

### 입국과 활동

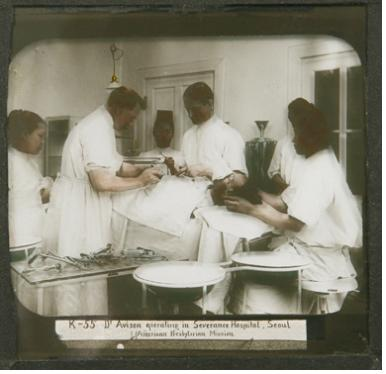
1904년, 제중원에서 외과 수술 중인 모습

제중원 원장으로 부임한 에이비슨은 1894년 제중원의 운영을 두고 조선 정부와 6개월간 협상을 벌여 9월에 제중원을 선교부로 이관받았다. 1904년 9월 제중원을 새로 신축하였고 기부금을 낸 미국인 사업가 루이스 헨리 세버런스의 이름을 따서 세브란스 병원으로 이름 변경하였다. 제중원 의학교는 세브란스 병원 의학교로 불리게 된다. 1908년 6월 에비슨에 의해 조선 최초의 면허 의사인 첫 졸업생 7명이 배출된다. 세브란스 의학교는 이후 세브란스 연합의학교, 세브란스 연합의학전문학교로 명칭을 변경하며 발전한다.
1915년 조선기독교학교(Chosun Christian College)가 언더우드에 의해 개교하자 에이비슨은 부교장에 임명되었고 1916년 교장인 언더우드가 사망하자 교장으로 취임하였다. 학교는 1917년 사립 연희전문학교로 인가를 받았고 언더우드의 형인 존 언더우드(John T. Underwood)의 기부로 1917년 9월에 현재 연세대학교가 위치하는 대지를 교지로서 구입하였다. 1926년에 세브란스 의학전문학교와 연희전문학교의 합동에 대한 의견이 피력되었고 1926년 6월에 본격적인 논의가 진행되었지만 일제의 간섭으로 진전되지 못했다. 1934년에 에비슨은 세브란스 의학전문학교 교장에서 물러나 1935년 12월 조선을 떠났으며, 1956년 사망하였다. 한편, 1945년 5월 세브란스 의과대학의 예과를 연희대학교에서 모집하기로 하였고, 1957년 1월에 세브란스 의과대학과 연희대학교는 통합되어 연세대학교가 되었다.

## 가계
- 아내 : 제니 반스 에이비슨(Jennie Barnes Avison, 1862년 ~ 1936년)
- 자녀
  - 고든 에이비슨(Gordon W. Avison, 1891년 ~ 1967년) : 장남, 선교사
  - 더글라스 에이비슨(Douglas B. Avison, 1893년 ~ 1954년) : 사남, 선교사, 세브란스 의학전문학교 병원장 역임, 서울외국인묘지공원에 안장

## 관련 문화재
- 고종황제 하사 족자 (등록문화재 제656호)

## 같이 보기
- 광혜원
- 연세대학교
- 연세대학교 의료원